# Гроденський провулок
Гро́денський прову́лок — провулок у Дніпровському районі міста Києва, місцевість Стара Дарниця. Пролягає від Гроденської вулиці до тупика.

## Історія
Виник у першій половині XX століття (вперше згаданий у 1930-ті роки), мав назву Лісний провулок. 1955 року отримав назву Гродненський провулок. 
Сучасна уточнена назва - з 2022 року.